# Vlotte geesten
Vlotte geesten is een spel van 999 Games dat draait om combinatievermogen en snelheid.

## Speelwijze
Vijf kleine voorwerpen met elk een eigen kleur spelen de hoofdrol in dit spel:
- Een wit spook
- Een groene fles
- Een blauw boek
- Een grijze muis
- Een rode stoel

Er wordt telkens één kaart getoond waarop twee voorwerpen staan, vaak in de kleur van andere voorwerpen. Als een voorwerp in de correcte kleur is afgebeeld, dienen spelers dit voorwerp op te pakken. Staat geen van beide voorwerpen in de juiste kleur afgebeeld (dan zijn ze afgebeeld in de kleuren van twee niet getoonde voorwerpen), dan moeten spelers het voorwerp oppakken dat niet op de kaart is afgebeeld én waarvan de kleur niet op de kaart staat. De speler die als eerste het correcte voorwerp oppakt, wint de kaart. Vervolgens wordt er een nieuwe kaart gepakt. Wie aan het eind van het spel de meeste kaarten heeft, is de winnaar.

## Verhaallijn
Het spel is ingebed in een verhaal over een oud huisspook met een behekste fototoestel. Het spook zou daarmee foto's maken, maar het toestel toont daarbij vaak verkeerde kleuren. Daarnaast tovert het spook zogezegd voorwerpen weg, vandaar dat er steeds voorwerpen ontbreken op de afbeeldingen (de 'foto's').